# Rytmer (konstverk)
Rytmer  (franska: Rythmes) är en oljemålning av Robert Delaunay från 1934.
Målningen inspirerades av de runda former som markerade Robert Delaunays återvändande till  orfism och hans studier i harmonilära. 
Målningen finns på Centre Georges Pompidou i Paris i Frankrike. Den är en av tio som valts ut av franska konstinstitutioner för att representera fransk konst i Europeanas europeiska konstprojekt 2016.